# Гиза (епископ Праги)
Гиза (нем. Hyza; ? — 30 января 1030, Прага) — богемский церковный деятель, католический священник, епископ Пражский (1023—1030).
Родился в Германии. В молодости вступил в орден бенедиктинцев и служил монахом в Бржевновском монастыре. Позже был вызвал в Прагу пробстом пражского капитула, где вскоре стал настоятелем.
После смерти пражского епископа Эккарта был избран епископом Праги. После инвеституры 29 декабря 1023 года Гиза был рукоположен в Бамберге архиепископом Майнцским Арибо.
По воспоминаниям был щедрым человеком, заботившимся о бедных, больных и заключённых.